# Бакиров, Наиль Кутлужанович
Наиль Кутлужанович Бакиров (род. 30 марта  1952, Караганда, Казахская ССР, СССР —  	23 марта 2010, Уфа, Башкортостан, Россия) — советский и российский математик, профессор, доктор физико-математических наук (1995). Специалист в области теории вероятности и математической статистики.

## Биография
Родился 30 марта 1952 года в Караганде. Отец — Кутлу Хакимжанович Бакиров — нефтяник, заслуженный геолог Казахстана, кандидат геолого-минералогических наук, мать — Закия Абдрахмановна Бакирова, врач-окулист.
После окончания в 1969 году школы в Актюбинске, поступил учиться на механико-математический факультет Московского государственного университета. После окончания вуза жизнь Наиля Бакирова была связана с Уфой, где он прошел ступени: с ноября 1974 года — аспирант Башкирского филиала Академии наук СССР, с ноября 1977 года — младший научный сотрудник, с июля 1986 года — научный сотрудник отдела физики и математики Башкирского филиала АН СССР. После создания в Уфе Института математики, Бакиров работал в нем старшим научным сотрудником (с июля 1988) и ведущим научным сотрудником (с июня 1996).
В 1979 года защитил кандидатскую диссертацию, в 1995 году — докторскую (защита обеих диссертаций проходила в Санкт-Петербургском государственном университете). Работал преподавателем в вузах Башкирии. Был членом редакционной коллегии «Уфимского математического журнала».
Кандидат в мастера спорта (18.09.2004) по настольному теннису.
Погиб 23 марта 2010 года, будучи сбитым автомобилем по дороге домой.